# Heilige Lans (Parijs)
De Heilige Lans die tijdens de Franse Revolutie te Parijs is verdwenen, zou de punt zijn geweest van de lans die onder de koepel van de Sint-Pieter wordt bewaard. Dit zou de lans zijn geweest waarmee de heilige Longinus de zijde van Christus zou hebben doorboord nadat deze gestorven was.
Antoninus van Piacenza zag in 570 in Jeruzalem een heilige lans in de basiliek van het heilig graf. Dit zal waarschijnlijk het exemplaar zijn geweest dat nu in het Vaticaan berust. In 615 werd Jeruzalem ingenomen door een aanvoerder van de legers van Chosroës, de koning van Perzië. De lans werd met de andere relieken van het lijden van Christus meegenomen door de heidenen. Of het wapen bij die gelegenheid in tweeën is gebroken, of dat dat al eerder gebeurd was, is niet bekend. Zeker is dat de punt ervan nog in hetzelfde jaar ten geschenke werd gegeven aan ene Nicetas in Constantinopel.
Daar werd het reliek geplaatst in de Hagia Sophia, de grootste kerk van de stad, tegenwoordig een moskee. Daar was het ook dat de lanspunt in een rijkversierde icoon werd verwerkt, zoals in het Oosterse christendom gebruikelijk was. Na de verovering van Constantinopel door de kruisvaarders in 1204 bleef de stad tot 1261 in Latijnse handen, en het was de kruisriddervorst Boudewijn die het reliek in 1244 ten geschenke gaf aan de heilige Lodewijk IX van Frankrijk. Deze plaatste de punt van de heilige lans met de doornenkroon in één schrijn in de Sainte Chapelle, die hij speciaal voor het bewaren van de relieken van het lijden van Christus had laten bouwen. Tijdens de Franse Revolutie werden al deze relieken overgebracht naar de Bibliothèque nationale. De doornenkroon is bewaard gebleven, de lanspunt is, zoals al eerder vermeld, verdwenen.
Er zou nog een tekening van de lanspunt bestaan in het Vaticaan, gemaakt voor paus Innocentius VIII om de echtheid van het lemmet in de Sint-Pieter te bewijzen door de breuklijnen aan beide relieken te vergelijken, maar veel historici geloven niet in het bestaan van deze tekening.